# Włodzimierz Waliszewski

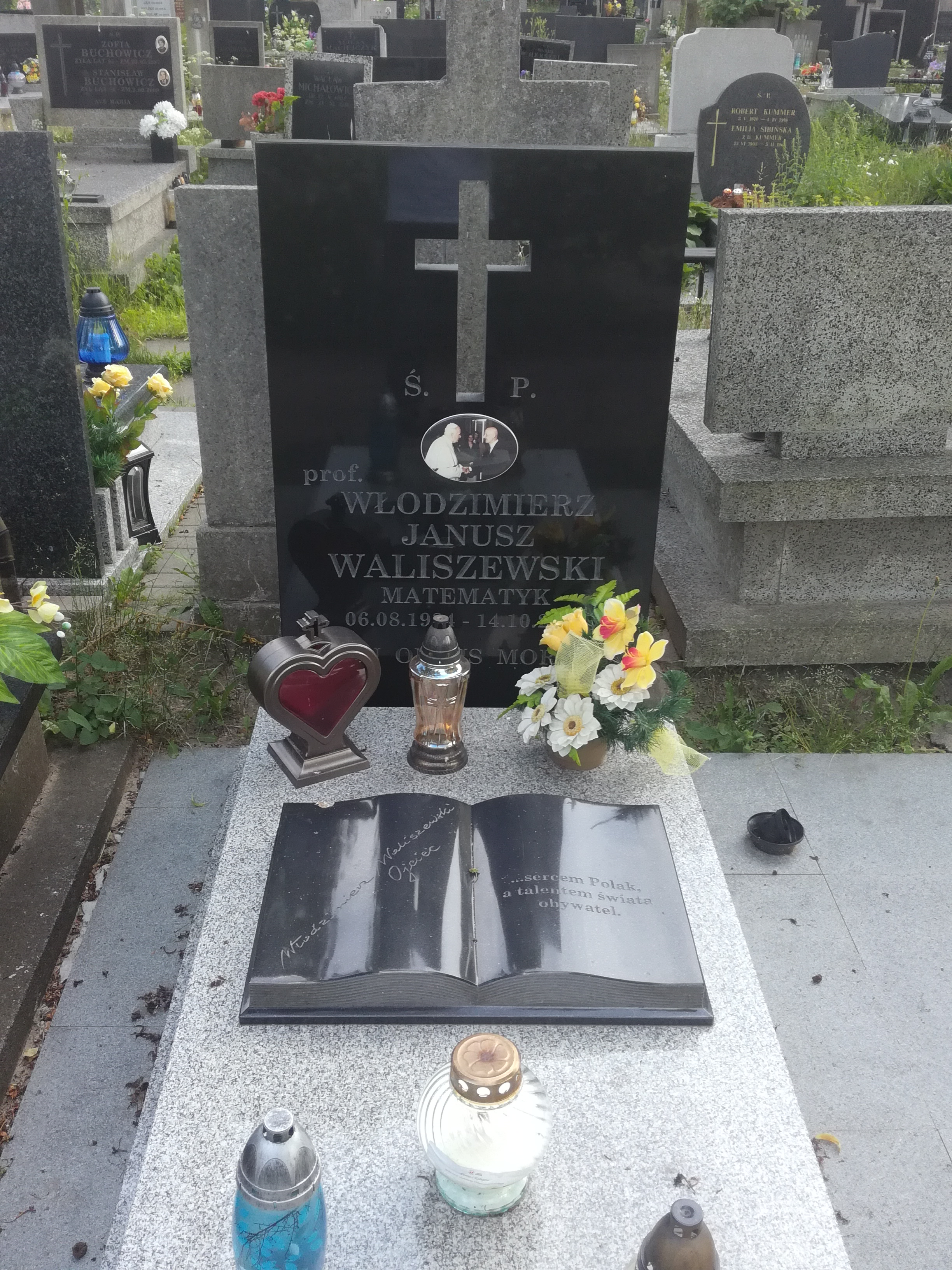
Grób profesora Włodzimierza Waliszewskiego na Starym Cmentarzu w Łodzi

Włodzimierz Waliszewski (ur. 6 sierpnia 1934 w Ostrołęce, zm. 14 października 2013 w Łodzi) – polski matematyk, profesor zwyczajny doktor habilitowany. Jego specjalnością była geometria różniczkowa.

## Życiorys
Po ukończeniu w 1951 Liceum Ogólnokształcącego w Łowiczu, studiował matematykę na Wydziale Matematyki, Fizyki i Chemii Uniwersytetu Łódzkiego. Po obronie egzaminu magisterskiego podjął pracę w charakterze asystenta, a następnie starszego asystenta na Politechnice Łódzkiej. 
W 1960 uzyskał stopień doktor nauk matematyczno-fizycznych na Wydziale Matematyki, Fizyki i Chemii Uniwersytetu Łódzkiego, na podstawie rozprawy pt. Sur une condition suffisante d’existence de solution d’un système de équations algébriques non linéaires, Condi-tion nécessaire et suffisante pour qu’un certain système de deux équations a deux inconnues ait des solutions. Od 1962 rozszerzał wiedzę na seminarium naukowym prowadzonym przez prof. Stanisława Gołąba na Uniwersytecie Jagiellońskim. W 1965 uzyskał tytuł docenta, a po przedstawieniu pracy habilitacyjnej stopień doktora habilitowanego nauk matematyczno-fizycznych, a następnie objął stanowisko kierownika Zakładu Geometrii na Wydziale Matematyki, Fizyki i Chemii Uniwersytetu Łódzkiego. Od 1969 do 1994 pracował w Instytucie Matematycznym PAN. W 1976 na wniosek Rady Naukowej Instytutu Matematycznego PAN otrzymał tytuł profesora. 
W pracy naukowej do kręgu zainteresowań prof. Waliszewskiego należały między innymi tzw. przestrzenie różniczkowe. Był autorem podręcznika Geometria różniczkowa w zadaniach (PWN, Warszawa 1981), a także w latach 1973–1991 redaktorem naczelnym miesięcznika Matematyka – Czasopismo dla Nauczycieli.